# Käärmejärvi
Käärmejärvi är en sjö i Finland. Den ligger i kommunen Suomussalmi i landskapet Kajanaland, i den nordöstra delen av landet, 600 km norr om huvudstaden Helsingfors. Käärmejärvi ligger 283,1 meter över havet. Den är 2,08 meter djup. Arean är 1,42 kvadratkilometer och strandlinjen är 7,97 kilometer lång. Sjön  ingår i Uleälvens huvudavrinningsområde. 